# Saclas
Saclas ist eine französische Gemeinde mit 1.857 Einwohnern (Stand: 1. Januar 2022) im Département Essonne in der Region Île-de-France; sie gehört zum Arrondissement Étampes und zum Kanton Étampes. Die Einwohner werden Saclasiens genannt.

## Geographie
Saclas liegt etwa 65 Kilometer südsüdwestlich von Paris an der Juine. Umgeben wird Saclas von den Nachbargemeinden Étampes im Norden, Boissy-la-Rivière im Nordosten, Saint-Cyr-la-Rivière im Osten, Le Mérévillois im Süden sowie Guillerval im Westen.

## Bevölkerungsentwicklung
| Jahr                       | 1962 | 1968 | 1975 | 1982 | 1990 | 1999 | 2006 | 2012 | 2019 |
| Einwohner                  | 1051 | 1105 | 1201 | 1253 | 1496 | 1664 | 1800 | 1798 | 1859 |
| Quellen: Cassini und INSEE |      |      |      |      |      |      |      |      |      |

## Sehenswürdigkeiten
- Kirche Saint-Germain-d'Auxerre, ursprünglich aus dem 12. Jahrhundert, seit 1947 Monument historique
- Römischer Meilenstein aus der Zeit Kaiser Aurelians
- Alter Bahnhof

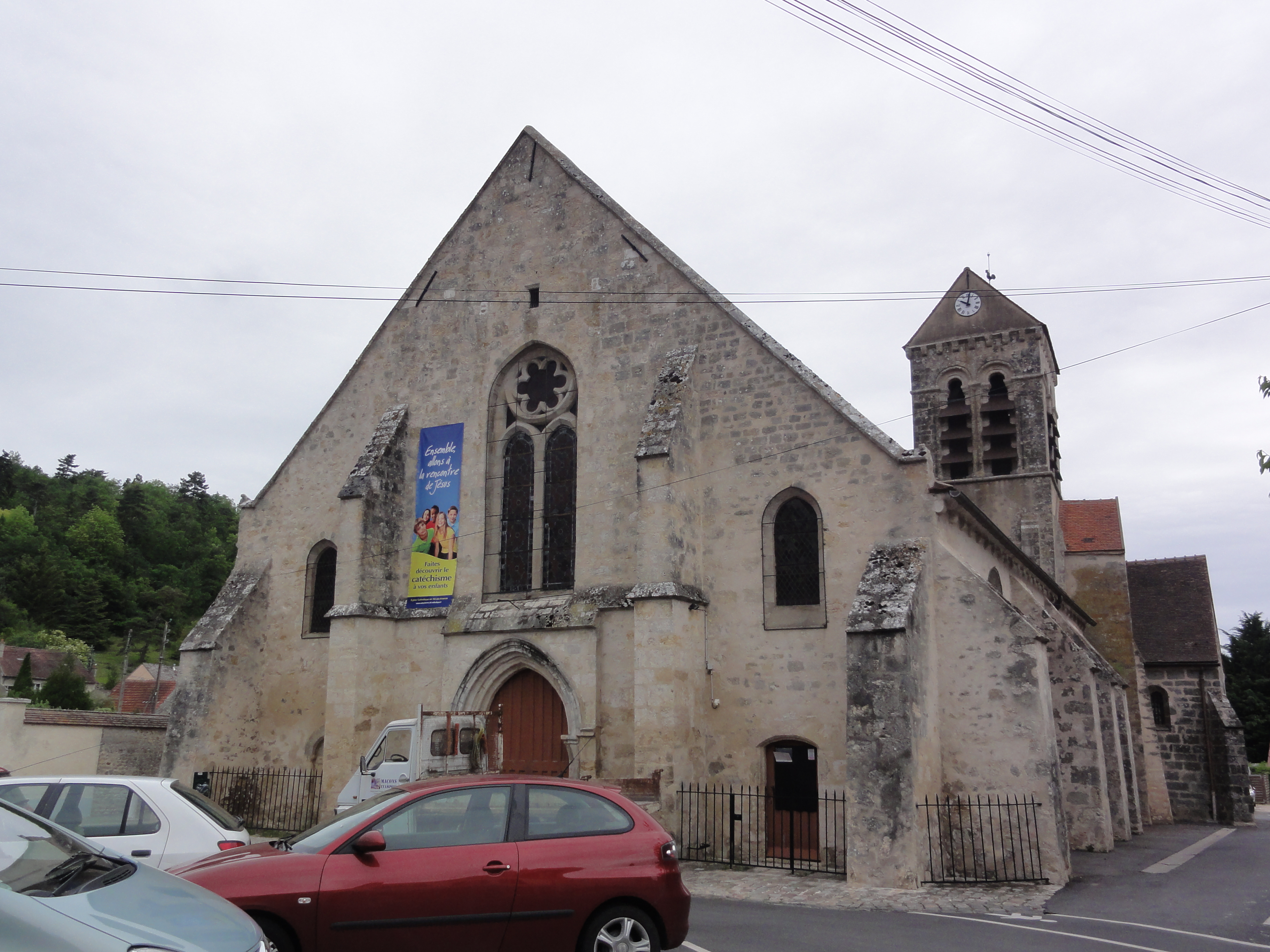
Kirche Saint-Germain
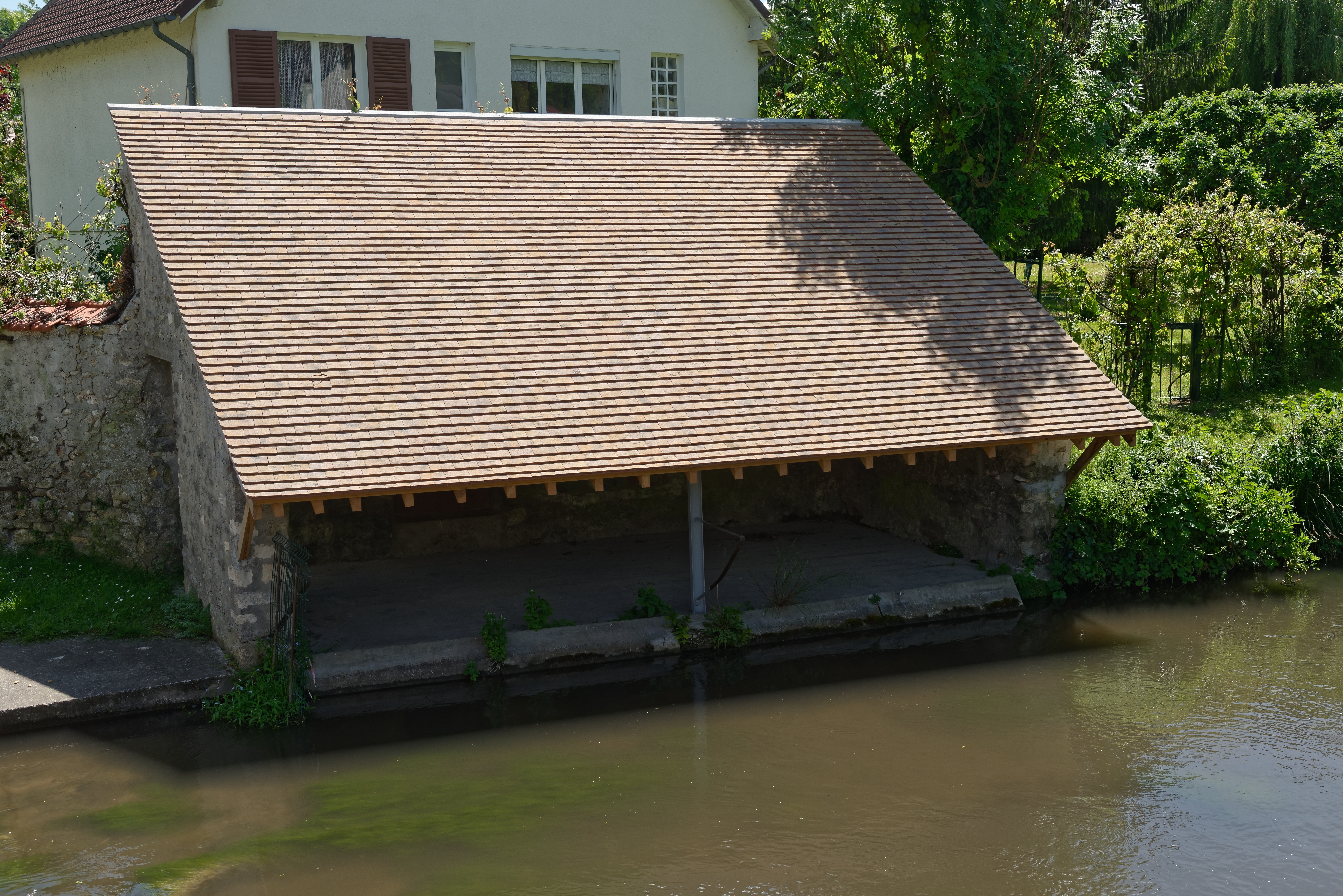
Ehemaliges Waschhaus
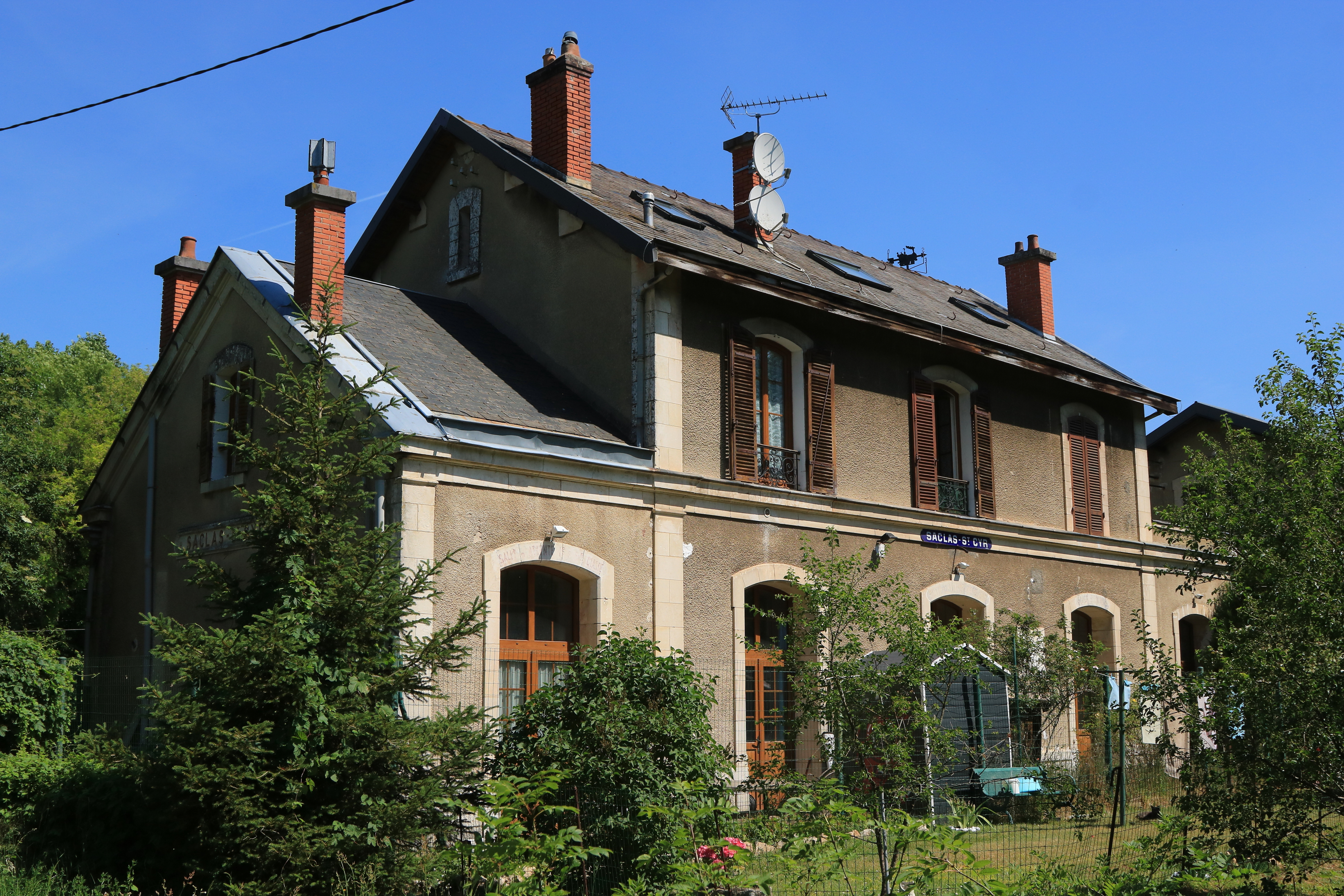
Alter Bahnhof

## Persönlichkeiten
- Maxime Vuillaume (1844–1925), Ingenieur, Aktivist in der Pariser Kommune
- Victor Griffuelhes (1874–1922), Gewerkschafter
- Philippe Cara Costea (1925–2006), Bildhauer